# Lamasquère
Lamasquère (em occitano:  La Masquèra) é uma comuna francesa na região administrativa da Occitânia, no departamento do Alto Garona. Estende-se por uma área de 6.11 km², com 1.484 habitantes, segundo o censo de 2018, com uma densidade de 240 hab/km².